# Saburō Kurusu
Saburō Kurusu (jap. 来栖 三郎 Kurusu Saburō; ur. 6 marca 1886 w Jokohamie, zm. 7 kwietnia 1954) – japoński dyplomata. 

## Życiorys
W latach 1939–1941 był ambasadorem w Niemczech. 27 września 1940 roku podpisał w imieniu Japonii pakt trzech z Niemcami i Włochami. 
W 1941 roku Kurusu został oddelegowany do Stanów Zjednoczonych w celu prowadzenia rokowań z rządem amerykańskim, mających zażegnać japońsko-amerykański konflikt interesów. W międzyczasie Japonia potajemnie przygotowywała się do ataku na Pearl Harbor, do którego doszło 7 grudnia 1941 roku.